# Ivri Lider
Ivri Lider (en hebreo: עברי לידר‎) (10 de febrero de 1974) es un cantante y compositor israelí, considerado uno de los más populares artistas israelíes y un gran activista de los derechos de los homosexuales. Fue juez en la primera temporada de The X Factor Israel.

## Trayectoria
Lider dio sus primeros pasos musicales en el instituto, donde se unió a una banda llamada "Kaj Osot Kulán" (כך עושות כולן / Così fan tutte / Así lo hacen todas), con la que consiguió tocar en el legendario club "Roxanne" de Tel Aviv.

### 1997, Melatef Umeshaker
En 1997, Lider firmó con la discográfica Helicon, y comenzó a trabajar en su primer álbum, que se llamó "Melatef Umeshaker" (מלטף ומשקר / Acariciando y mintiendo). De aquí se extrajeron sencillos como "Leonardo" (לאונרדו) o "Tamid Ahava" (תמיד אהבה / Siempre amor) que se convirtieron en éxitos rápidamente, siendo disco de platino en Israel.

### 1999, Yoter Tov Klum Mikim'at
Dos años después lanzó su segundo álbum "Yoter Tov Klum Mikim'at" (יותר טוב כלום מכמעט / Mejor nada que casi), totalmente compuesto de nuevo por él. El álbum incluyó grandes éxitos en Israel como "Jultsat Pasim" (חולצת פסים / Camisa a rayas), "Hakos Hakejulá" (הכוס הכחולה / El vaso azul) o la canción que daba título al álbum, "Yoter Tov Klum Mikim'at". El álbum llegó a ser también platino. La segunda gira de Ivri tuvo 150 actuaciones y ganó algunos importantes premios, incluyendo el premio al "Artista del año", concedido por la industria musical israelí en 2000.
En 2001, Lider produjo el tercer disco de Sharón Jaziz, "Panasim" (פנסים / Farolillos), y compuso el primer sencillo, homónimo del disco, cantado por ambos cantantes.

### 2002, Ha'anashim Hajadashim
Enero de 2002 vio el lanzamiento de su tercer álbum, "Ha'anashim Hajadashim" (האנשים החדשים / La nueva generación). La producción fue por primera vez exclusiva de Lider, que consiguió un novedoso sonido electrónico. "Ha'anashim Hajadashim" tuvo varios éxitos como "Batei Kafé" (בתי קפה / Cafeterías), "Al Kav Hamaim" (על קו המים / A la orilla) y "Gueshem Ajarón" (גשם אחרון / Última lluvia) que fue grabada especialmente para el "Shirutrom", un festival benéfico anual. El álbum consiguió disco de oro por 30.000 copias vendidas.
En este tiempo, Lider tomó una de las decisiones más importantes de su vida, hablar sincera y abiertamente de su vida sexual. Concedió una entrevista a Gal Ochovsky revelando su homosexualidad, en el periódico diario Ma'ariv, entrevista que acaparó mucha atención y repercusión en Israel.
Durante ese mismo año, Lider colaboró con Idan Raichel, quien tocaba el teclado en sus conciertos. Lider produjo y arregló la canción "Boi" (בואי / Ven) que dio enorme éxito a Idan Raichel.
En 2002 compuso la música para la película de Eytan Fox "Yossi & Jagger". La banda sonora incluye una versión del éxito de Rita Kleinstein "Bo" (בוא / Ven) cantada por Lider. Este tema le dio notoriedad mundial debido al éxito de la película y se convirtió en uno de los temas más radiados de Israel en 2003.
Además de la gira de "Ha'anashim Hajadashim", Lider colaboró con la actriz Meital Duhan en la obra "Ahava Veseks Bayamim Hanor'aim" (אהבה וסקס בימים הנוראים / Amor y sexo en los Yamim Noraim) combinando música, teatro y poesía. Lider publicó un libro de poemas que había escrito en la última década.
En 2004, Ivri compuso la música para una nueva película de Eytan Fox "Caminar sobre las aguas"; la banda sonora incluye un homenaje al clásico de Ester Ofarim "Cinderella Rockefella", cantado por Rita e Ivri, y una remezcla de la canción de Ivri "Mary Lanétsaj" (מרי לנצח / Por siempre Mary).
También en 2004, colaboró con Guil'ad Shmueli, coproduciendo el primer álbum de Guil'ad Séguev, "Ajshav Tov" (עכשיו טוב / Ahora está bien), y comenzó a trabajar en su nuevo disco.

### 2005, Ze Lo Oto Davar
Después de escribir todas las canciones del nuevo álbum, decidió tocarlas en concierto antes de grabarlas. Lo hizo dentro del festival "Hapsanter Me'aréaj" (הפסנתר מארח / El piano es anfitrión), cantando las canciones únicamente acompañado de un piano, Ivri dio un intimista recital, y la oportunidad de sentir las canciones antes de que fueran grabadas y producidas.
"Ze Lo Oto Davar" (זה לא אותו דבר / No es lo mismo) se lanzó en febrero de 2005 convirtiéndose en un éxito. Ivri grabó este disco completamente con ordenador, creando un sonido completamente nuevo. Una orquesta de 40 músicos tocando instrumentos de cuerda trabajó para todas las canciones. El primer sencillo fue éxito instantáneo, "Zajiti Le'ehov" (זכיתי לאהוב / Logré amar). Tras él vinieron "Nisim" (ניסים, nombre propio común en Israel), "Lehavin Et Hamaim" (להבין את המים / Entender el agua) y el sencillo homónimo del álbum. El disco fue disco de oro en menos de un mes.
El álbum también fue editado en una edición especial con otro disco compacto llamado "Fight!" (¡Lucha!), incluyendo versiones electrónicas de éxitos de Ivri como "Bo", "Mary Lanétsaj" y "Jultsat Pasim". Comenzó la gira "Ze Lo Oto Davar" a la que fue acompañado por nueve músicos, incluyendo un cuarteto de cuerda. Los conciertos revivían la atmósfera del álbum, y se grabó un CD y DVD en directo, que saldría a la venta poco tiempo después.
A finales de 2005 tanto Reshet Guímel como Galgaláts, las dos emisoras musicales más importantes de Israel, le distinguieron como "Cantante masculino del año".

### 2006, Nueva etapa

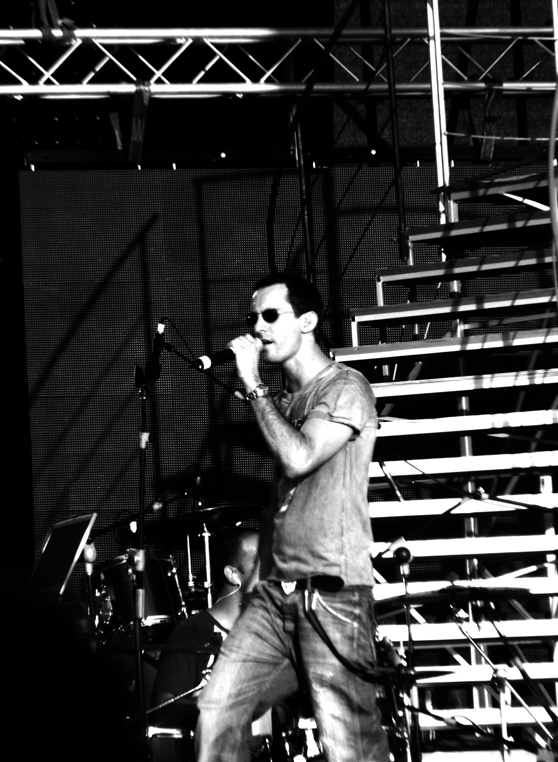
"Volume Tel-Aviv" 2006.

En julio de 2006, se estrenó, La Burbuja, la nueva película de Eytan Fox, en la que aparece versionando la canción "The man I love" (El hombre que amo).
El 8 de mayo de 2007, una nueva filial GLBT de Sony/Columbia editó su primer lanzamiento "Revolutions" (Revoluciones) en los Estados Unidos de América, un álbum con promesas de la música GLBT, en el que Ivri es el único artista no estadounidense. La canción incluida se llama "Jesse".
En el año 2008 produjo el nuevo álbum de Rita, "Remazim" (רמזים / Atisbos), de cuyas canciones "Hapa'am" (הפעם / Esta vez) y "Shekel Shiv'im" (שקל שבעים / Un shékel con setenta) es autor de letra y música.
También trabaja en la preparación de su nuevo álbum, que se lanzará a mediados de 2008.

## Discografía

### Álbumes
| Año  | Álbum                   | Ventas en Israel         |
| ---- | ----------------------- | ------------------------ |
| 1997 | Melatef Umeshaker       | Platino                  |
| 1999 | Yoter Tov Klum Mikim'at | Platino                  |
| 2002 | Ha'anashim Hajadashim   | Oro                      |
| 2005 | Ze Lo Oto Davar         | Oro                      |
| 2006 | Live CD                 | Oro                      |
|      |                         | Ventas totales: 160,000+ |